# Іван Білковський
Іван Білковський (Біолковський) (*, д/н —після 1668) — український політичний та військовий діяч, кошовий отаман Війська Запорізького.

## Життєпис
Про дату і місце народження немає інформації. Обирається у 1668 році кошовим отаманом, після нетривалого урядування Остапа Васютенка. В цей час запорожці не припиняли військових сутичок із Кримським ханством, водночас окремі загони діяли на Слобідській Україні проти московитів. При цьому зростало невдоволення серед січовиків діями Москви щодо поділу України між нею та Польщею.
Тому Білковський обрав тактику вичікування, намагаючись зберегти і наростити військову потугу Запоріжжя, не пориваючи контактів з московським царем. Кошовий звернувся до царя Олексія Романова з листом, в досить гострій формі звинувачуючи його в тому, що він, цар, щедрий лише на обіцянки, але ні збройно, проти Криму їм, запорожцям, не допомагає, ні фінансово. У відповідь цар грамотою повідомляв, що посилає на Запоріжжя воєводу Якова Хитрова й генерала Філіппа фон Буковена з начальниками й багатьма кінними й пішими ратниками для походу на кримські улуси проти нового кримського хана на допомогу попередньому. Щоправда, в грамоті обумовлювалося, що ця війна розпочнеться лише за умови, що новий хан не погодиться визнати укладену між Московією та Польщею мирну угоду, в якій, серед іншого, визначався і територіальний поділ Україні.
8 березня 1668 року на ім'я Івана Білковського надійшла ще одна грамота, якою цар запевняв, що незабаром з Московії вирушить обоз, яким на Запоріжжя «буде доставлено 100 сувоїв німецького сукна різного кольору на 300 карбованців, а також 32 тисячі карбованців царського жалування».
Того ж року у зв'язку з поваленням влади гетьмана Івана Брюховецького, запорожці обрали гетьмана Петра Суховія. При цьому достеменно невідомо відношення кошового отамана до обрання Суховія. Історик Яворницький називає Івана Білковського «слабким за характером». Втім, відомо, що під час спроби Суховія зайняти Чигирин, кошовий надіслав тому в допомогу 2 полки на чолі з Іваном Сірком та Гнатом Улановським.
Втім не зовсім вдалі дії Білковського призвели до того, що на січовій раді у грудні 1668 року його не переобрали на новий термін. Замість нього кошовим став Лукаш Мартинович. Про подальшу долю Білковського нічого невідомо.